# لجنة بازل للرقابة المصرفية

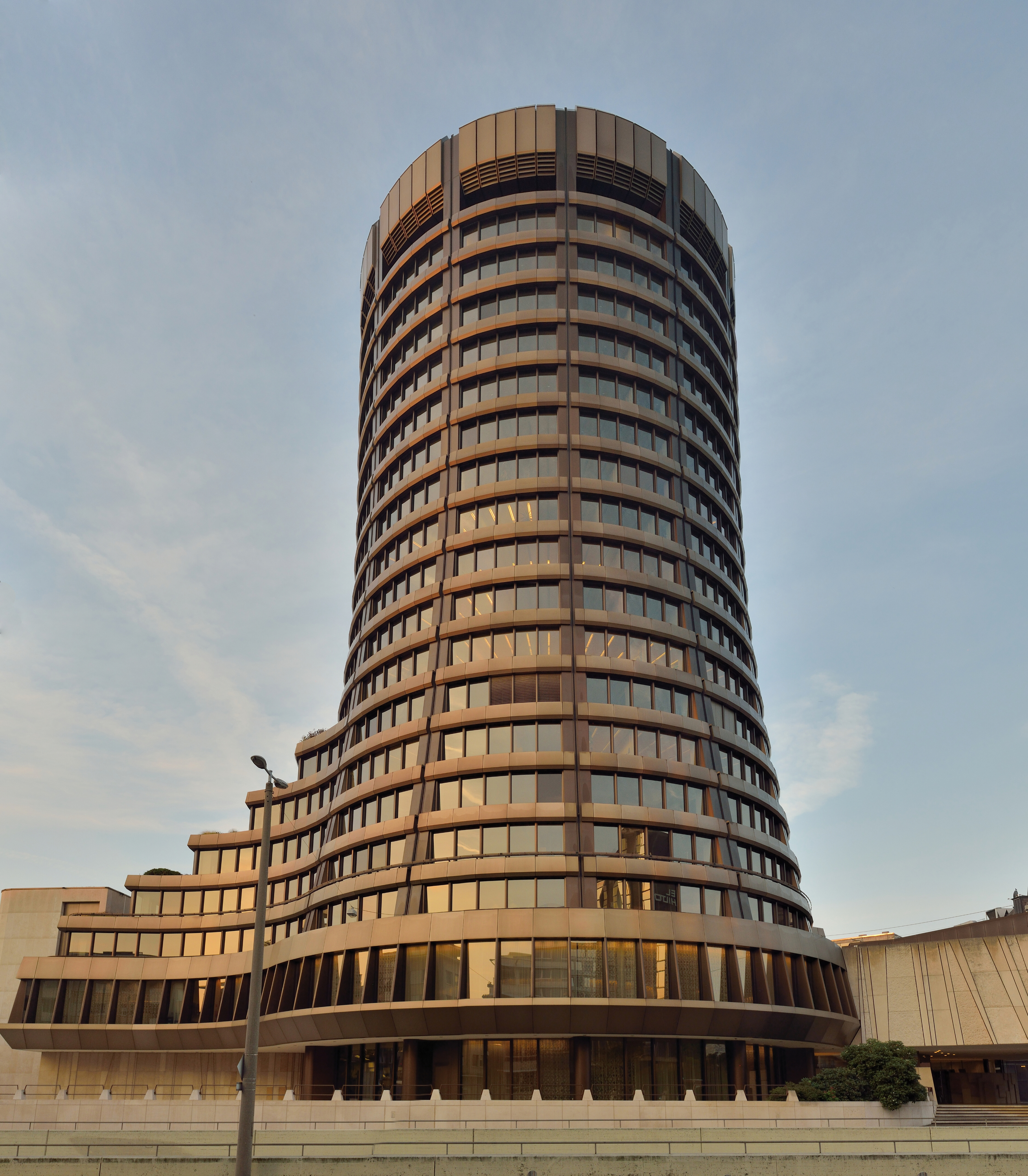
مقر اللجنة.

لجنة بازل للرقابة المصرفية (اختصار بالإنجليزية: BCBS)  هي لجنة من هيئات الرقابة المصرفية التي أنشأها محافظو البنوك المركزية لمجموعة الدول العشر في عام 1974. وسعت اللجنة عضويتها في عام 2009 ثم مرة أخرى في عام 2014. في عام 2019، يتكون من 45 عضوًا من 28 ولاية، تتألف من البنوك المركزية والسلطات المسؤولة عن التنظيم المصرفي. ويوفر منتدى للتعاون المنتظم في المسائل الإشرافية المصرفية. هدفها هو تعزيز فهم القضايا الإشرافية الرئيسية وتحسين جودة الرقابة المصرفية في جميع أنحاء العالم. تضع اللجنة مبادئ توجيهية ومعايير في مجالات مختلفة - من أشهرها المعايير الدولية لكفاية رأس المال والمبادئ الأساسية للرقابة المصرفية الفعالة وكونكوردات بشأن الرقابة المصرفية عبر الحدود. تقع أمانة اللجنة في بنك التسويات الدولية في بازل، سويسرا. يستضيف بنك التسويات الدولية ويدعم عددًا من المؤسسات الدولية العاملة في وضع المعايير والاستقرار المالي، واحدة منها هي لجنة بازل للرقابة المصرفية. ومع ذلك، مثلها مثل اللجان الأخرى، لديه ترتيبات الحوكمة الخاصة بها، وخطوط التقارير وجداول الأعمال، يسترشد بها حكام البنك المركزي في بلدان مجموعة العشرة (G10).

## الأهداف
لم تكن العولمة في الأسواق المصرفية والمالية مصحوبة بتنظيم عالمي. ظلت الجهات التنظيمية الوطنية أهم الجهات الفاعلة في الممارسات المصرفية. كان لديهم مشكلة في القدرة ومشكلة في المعلومات. لذلك، فإن الغرض منها هو تشجيع التقارب نحو المقاربات والمعايير المشتركة. اللجنة ليست منظمة كلاسيكية متعددة الأطراف، ويعزى ذلك جزئيًا إلى عدم وجود معاهدة تأسيسية لها. لا تصدر لائحة ملزمة. بدلاً من ذلك، يعمل كمنتدى غير رسمي يتم فيه تطوير حلول ومعايير السياسة.

## منظمة
تشكل لجنة بازل إلى جانب المنظمات الشقيقة لها، والمنظمة الدولية لهيئات الأوراق المالية والرابطة الدولية لمشرفي التأمين، المنتدى المشترك للجهات التنظيمية المالية الدولية. ومع ذلك، فإن اللجنة ليست مستقلة. على الرغم من أنه يتمتع بخط العرض، إلا أنه يتم إبلاغ أعماله إلى محافظي البنوك المركزية في مجموعة العشرة. لا يمكنه توصيل الاستنتاجات، ولا تقديم المقترحات، إلى هيئات خارج بنك التسويات الدولية دون موافقة ودعم هؤلاء المحافظين بشكل عام.
منذ عام 2019 رئيس اللجنة هو بابلو هيرنانديز دي كوس، محافظ بنك إسبانيا. كارولين روجرز هي الأمين العام الحالي للجنة بازل.

### الدول الأعضاء
حاليا، يأتي أعضاء اللجنة من الأرجنتين، أستراليا، بلجيكا، البرازيل، كندا، الصين، فرنسا، ألمانيا، هونج كونج، الهند، إندونيسيا، إيطاليا، اليابان، كوريا، لوكسمبورغ، المكسيك، هولندا، روسيا، المملكة العربية السعودية، سنغافورة، جنوب أفريقيا، إسبانيا، السويد، سويسرا، تركيا، المملكة المتحدة والولايات المتحدة. تقع أمانة اللجنة في بنك التسويات الدولية (BIS) في بازل، سويسرا. ومع ذلك، فإن بنك التسويات الدولية ولجنة بازل يظلان كيانين متميزين.
حتى عام 2009، شمل الأعضاء فقط البلدان المتقدمة: بلجيكا، كندا، فرنسا، ألمانيا، إيطاليا، اليابان، هولندا، إسبانيا، السويد، سويسرا، المملكة المتحدة والولايات المتحدة.

## روابط خارجية
- لجنة بازل للرقابة المصرفية في موقع بنك التسويات الدولية
- http://bis2information.org نسخة محفوظة 4 ديسمبر 2008 على موقع واي باك مشين. : مقالات عملية، عن BIS2 ونمذجة المخاطر، مقدمة من قِبل محترفين للمساعدة في إنشاء معيار صناعي.
- BCBS: تاريخ السنوات الأولى، 1974-1997 بواسطة Charles Goodhart (2011)، تمت مراجعته بواسطة The Oxonian Review